# Araneus tschuiskii
Araneus tschuiskii là một loài nhện trong họ Araneidae.
Loài này thuộc chi Araneus. Araneus tschuiskii được miêu tả năm 1974 bởi Bakhvalov.